# Élections législatives lituaniennes de 2012
Les élections législatives lituaniennes de 2012 (2012 m. Lietuvos Respublikos Seimo rinkimai en lituanien) sont les onzièmes (sixièmes depuis le rétablissement de l'indépendance en avril 1990) élections des membres du Seimas de la République de Lituanie. Elles se sont tenues les 14 et 28 octobre 2012 afin d'élire les cent quarante et un députés de la sixième législature du Seimas.

## Contexte
À l'occasion des élections législatives des 12 et 26 octobre 2008, l'Union de la patrie - Chrétiens-démocrates lituaniens (TS-LKD) avait viré en tête avec 45 députés. Elle avait alors formé une coalition, forte de 80 sièges, avec le Parti de la résurrection nationale (TTP), le Mouvement libéral de la République de Lituanie (LRLS) et l'Union centriste et libérale (LiCS), portant Andrius Kubilius au poste de Premier ministre de Lituanie.
Le 17 mai 2009, la commissaire européenne Dalia Grybauskaitė, soutenue par l'alliance au pouvoir, est élue présidente de la République avec 69 % des voix dès le premier tour, très loin devant le président du Parti social-démocrate lituanien (LSDP) et chef de l'opposition, Algirdas Butkevičius. À peine trois semaines plus tard, aux élections européennes, la TS-LKD arrive en première position, suivie du LSDP.
En septembre 2011, le TTP, ayant perdu beaucoup de ses députés et fortement reculé dans les sondages, fusionne avec la LiCS, laissant le gouvernement Kubilius II à 71 sièges sur 141 au Seimas.

## Mode de scrutin
Le Seimas est un parlement unicaméral doté de 141 sièges pourvus pour quatre ans selon un mode de scrutin parallèle.
Sont ainsi à pourvoir 71 sièges selon une version modifiée du scrutin uninominal majoritaire à deux tours dans autant de circonscriptions électorales. À ces sièges majoritaires se rajoutent 70 sièges pourvus au scrutin proportionnel plurinominal avec listes ouvertes, vote préférentiel et seuil électoral de 5 % dans une unique circonscription nationale.

## Partis et chefs de file
| Parti | Parti                                                                                                  | Tête de liste                               | Idéologie                                                      | Résultats en 2008          |
| ----- | --- | ------------------------------------------- | -------------------------------------------------------------- | -------------------------- |
|       | Union de la patrie - Chrétiens-démocrates lituaniens Tėvynės sąjunga - Lietuvos krikščionys demokratai | Andrius Kubilius (Premier ministre)         | Centre droit Conservatisme, démocratie chrétienne, libéralisme | 19,7 % des voix 45 députés |
|       | Ordre et justice Tvarka ir teisingumas                                                                 | Rolandas Paksas                             | Droite Libéral-conservatisme, populisme, euroscepticisme       | 12,7 % des voix 15 députés |
|       | Parti social-démocrate lituanien Lietuvos socialdemokratų partija                                      | Algirdas Butkevičius                        | Centre gauche Social-démocratie, progressisme                  | 11,7 % des voix 25 députés |
|       | Parti du travail Darbo partija                                                                         | Viktoras Uspaskich                          | Centre Social-libéralisme, populisme                           | 9,0 % des voix 10 députés  |
|       | Mouvement libéral de la République de Lituanie Lietuvos Respublikos Liberalų sąjūdis                   | Eligijus Masiulis (Ministre des Transports) | Centre droit Libéralisme, populisme                            | 5,7 % des voix 11 députés  |
|       | Union centriste et libérale Liberalų ir centro sąjunga                                                 | Algis Čaplikas                              | Centre droit Libéralisme                                       | 5,3 % des voix 8 députés   |

## Résultats
- Résultats fournis par la commission électorale lituanienne[1].

|                        |                                                               |                 |                 |                 |                 |                  |                  |                  |                  |                  |                  |                  |                  |              |               |  |
| Parti                  | Parti                                                         | Proportionnelle | Proportionnelle | Proportionnelle | Proportionnelle | Circonscriptions | Circonscriptions | Circonscriptions | Circonscriptions | Circonscriptions | Circonscriptions | Circonscriptions | Circonscriptions | Total Sièges | +/-           |  |
| Parti                  | Parti                                                         | Proportionnelle | Proportionnelle | Proportionnelle | Proportionnelle | Premier tour     | Premier tour     | Premier tour     | Second tour      | Second tour      | Second tour      | Total            | +/-              | Total Sièges | +/-           |  |
| Parti                  | Parti                                                         | Votes           | %               | +/-             | S.              | Votes            | %                | S.               | Votes            | %                | S.               | Total            | +/-              | Total Sièges | +/-           |  |
|                        | Parti du travail (DP)                                         | 271 520         | 20,69           | 11,70           | 17              | 217 914          | 16,87            | 1                | 193 563          | 23,38            | 11               | 12               | 10               | 29           | 19            |  |
|                        | Parti social-démocrate lituanien (LSDP)                       | 251 610         | 19,18           | 7,46            | 15              | 222 953          | 17,26            | 1                | 181 160          | 21,89            | 23               | 24               | 9                | 39           | 14            |  |
|                        | Union de la patrie - Chrétiens-démocrates lituaniens (TS-LKD) | 206 590         | 15,75           | 3,97            | 13              | 215 257          | 16,66            | 0                | 233 515          | 28,21            | 20               | 20               | 7                | 33           | 12            |  |
|                        | Mouvement libéral (LRLS)                                      | 117 476         | 8,95            | 3,22            | 7               | 95 166           | 7,37             | 0                | 35 814           | 4,33             | 3                | 3                | 3                | 10           | 1             |  |
|                        | La Voie du courage (DK)                                       | 109 448         | 8,34            | Nv.             | 7               | 88 871           | 6,88             | 0                | 44 622           | 5,39             | 0                | 0                | en stagnation    | 7            | 7             |  |
|                        | Ordre et justice (TT)                                         | 100 200         | 7,63            | 5,05            | 6               | 104 997          | 8,13             | 0                | 46 638           | 5,63             | 5                | 5                | 1                | 11           | 4             |  |
|                        | Action électorale polonaise de Lituanie (LLRA)                | 79 840          | 6,08            | 1,29            | 5               | 75 686           | 5,86             | 1                | 36 906           | 4,46             | 2                | 3                | en stagnation    | 8            | 5             |  |
|                        | Union lituanienne agraire et des verts (LVŽS)                 | 53 141          | 4,05            | 0,32            | 0               | 61 981           | 4,80             | 0                | 11 430           | 1,38             | 1                | 1                | 2                | 1            | 2             |  |
|                        | Union centriste et libérale (LiCS)                            | 28 263          | 2,15            | 3,19            | 0               | 58 792           | 4,55             | 0                | 11 905           | 1,44             | 0                | 0                | 3                | 0            | 8             |  |
|                        | OUI - Perspective et renouveau de la patrie (TAIP)            | 24 129          | 1,84            | Nv.             | 0               | 33 295           | 2,58             | 0                |                  |                  |                  | 0                | en stagnation    | 0            | en stagnation |  |
|                        | Front populaire socialiste (SPF)                              | 16 515          | 1,26            | 1,98            | 0               | 5 820            | 0,45             | 0                |                  |                  |                  | 0                | en stagnation    | 0            | en stagnation |  |
|                        | Parti chrétien (KP)                                           | 16 494          | 1,26            | Nv.             | 0               | 15 480           | 1,20             | 0                |                  |                  |                  | 0                | en stagnation    | 0            | en stagnation |  |
|                        | Pour la Lituanie en Lituanie (LCP-LSDS-TS-TVS)                | 12 854          | 0,98            | 1,69            | 0               | 23 100           | 1,79             | 0                |                  |                  |                  | 0                | en stagnation    | 0            | en stagnation |  |
|                        | Jeune Lituanie (JL)                                           | 8 632           | 0,66            | 1,09            | 0               | 2 595            | 0,20             | 0                |                  |                  |                  | 0                | en stagnation    | 0            | en stagnation |  |
|                        | Parti démocratique pour le travail et l'unité                 | 4 383           | 0,33            | Nv.             | 0               | 6 692            | 0,52             | 0                |                  |                  |                  | 0                | en stagnation    | 0            | en stagnation |  |
|                        | Parti des émigrants (EP)                                      | 4 015           | 0,31            | Nv.             | 0               | 1 586            | 0,12             | 0                |                  |                  |                  | 0                | en stagnation    | 0            | en stagnation |  |
|                        | Parti républicain                                             | 3 661           | 0,28            | Nv.             | 0               | 6 283            | 0,49             | 0                |                  |                  |                  | 0                | en stagnation    | 0            | en stagnation |  |
|                        | Parti populaire lituanien (LŽP)                               | 3 399           | 0,26            | Nv.             | 0               |                  |                  |                  |                  |                  |                  | 0                | en stagnation    | 0            | en stagnation |  |
|                        | Indépendants                                                  |                 |                 |                 |                 | 55 505           | 4,30             | 0                | 32 173           | 3,89             | 3                | 3                | 1                | 3            | 1             |  |
|                        |                                                               |                 |                 |                 |                 |                  |                  |                  |                  |                  |                  |                  |                  |              |               |  |
| Suffrages exprimés     | Suffrages exprimés                                            | 1 312 090       | 95,77           |                 |                 | 1 291 973        | 94,31            |                  | 827 726          | 94,52            |                  |                  |                  |              |               |  |
| Votes nuls             | Votes nuls                                                    | 57 924          | 4,23            | 77 936          | 5,69            | 47 955           | 5,48             |                  |                  |                  |                  |                  |                  |              |               |  |
| Total                  | Total                                                         | 1 370 014       | 100             | -               | 70              | 1 369 909        | 100              | 3                | 875 681          | 100              | 68               | 71               | -                | 141          | en stagnation |  |
| Abstention             | Abstention                                                    | 1 218 404       | 47,07           |                 |                 | 1 218 509        | 47,08            |                  | 1 562 960        | 64,09            |                  |                  |                  |              |               |  |
| Inscrits/Participation | Inscrits/Participation                                        | 2 588 418       | 52,93           | 2 588 418       | 52,92           | 2 438 641        | 35,91            |                  |                  |                  |                  |                  |                  |              |               |  |

## Analyse
Le scrutin marque la nette défaite des partis de centre-droit au pouvoir. D'après une journaliste francophone écrivant pour Regard sur l'Est, ce sont les politiques d'austérité qui ont assuré la défaite du premier ministre conservateur. Dès le soir du premier tour, les Sociaux-démocrates ont formé un pacte de gouvernement avec les populistes d'Ordre & Justice.
Les résultats dans la circonscription de Visaginas-Zarasai furent annulés à la suite de l'affaire des achats de voix qui éclaté au mois de novembre.

## Conséquences
Les négociations pour la formation du gouvernement prirent cinq semaines, un temps relativement long, du fait de l'opposition de la présidente de la République, Dalia Grybauskaitė, à l'entrée au gouvernement du Parti du travail. Celui-ci est mené par un millionnaire et immigré russe, Viktoras Uspaskich, ancien ministre, poursuivi pour blanchiment d'argent et fraude. Pire, durant les discussions, une affaire d'achat de voix éclate et éclabousse à nouveau le Parti du travail (10 des 18 informations judiciaires le concernant). Finalement, Algirdas Butkevičius est parvenu à former un gouvernement de coalition entre les sociaux-démocrates (LSDP), les populistes sociaux-libéraux du Parti du travail (DP) et les populistes conservateurs de Ordre et justice (TT), selon sa volonté initiale.  La Présidente s'est rebattue sur l'attribution des ministères. L'exécutif a également le soutien de la LLRA, ce qui devrait initier de meilleures relations avec la Pologne.
Le gouvernement Butkevičius a reçu l'investiture du Seimas le 12 décembre.